# Welle (Baja Sajonia)
Welle es un municipio alemán perteneciente al distrito de Harburgo, en el estado federado de Baja Sajonia. Hacia el año 2013, tenía una población de 1.208 habitantes. Pertenece al Samtgemeinde de Tostedt. Se sitúa a una altitud aproximada de 49 metros sobre el nivel del mar. Su código es (AGS) 3353038. El área del municipio es de 19,9 km² y la densidad media de su población es de 61 habitantes/km². Fue el lugar de fallecimiento del ajedrecista Klaus Junge.